# ديسمة
دَيْسَمَة هو جنس أحادي النمط من النباتات المزهرة التي تنتمي إلى الفصيلة الخبازية. مهدها ريونيون.